# 阿部弘輝
阿部 弘輝（あべ ひろき、1997年11月19日 - ）は、福島県須賀川市出身の陸上競技選手。専門は長距離走。学法石川高校、明治大学政治経済学部政治学科卒業。住友電工陸上競技部所属。
箱根駅伝7区区間記録保持者。2019年ナポリユニバーシアード男子10000m銀メダリスト。

## 経歴
中学時代は地元の陸上チーム「円谷ランナーズ」に所属した。同じ須賀川市出身の相澤晃としのぎを削りあった。
中学卒業後は相澤に誘われるかたちで学法石川高校に進学。全国高校駅伝では2年時に6区区間4位、3年時は1区区間10位と実績を残す。高校3年時には5000m13分57秒15を記録し、同期の相澤、1学年下の遠藤日向とともに「5000m13分台トリオ」として注目を集めた。
明治大学入学後は1年時から関東インカレ5000mで5位入賞、2016年世界ジュニア選手権出場など結果を残す。しかし学生駅伝デビューとなった第48回全日本大学駅伝ではトップから1分40秒も離される区間17位と振るわなかった。第93回箱根駅伝では19位でタスキを受ける苦しい展開のなか区間13位と粘りの走りを見せている。
2年時の前半はレースで不振が続き、第94回箱根駅伝予選会ではまさかの予選落ちを喫する。しかし11月の第49回全日本大学駅伝では7区で区間新記録を樹立する快走。その後5000mでも自己ベストを更新した。
3年時の関東インカレでは5000mで3位入賞、第102回日本選手権では5000mで5位入賞を果たすなど、チームのみならず学生長距離界のエースとして台頭。八王子ロングディスタンスでは現役日本人学生トップとなる10000m27分56秒45を記録する。駅伝でも好成績は続き、第50回全日本大学駅伝ではエース区間の2区で区間2位、第95回箱根駅伝では3区区間2位（5人抜き）の結果を残した。
4年時の2019年ドーハアジア大会10000mで6位入賞、関東インカレでは5000mで7位入賞、2019年ナポリユニバーシアード10000mでは銀メダルに輝く。しかしその後股関節と腸腰筋を痛め、10月までリハビリに専念する。第96回箱根駅伝では主要区間を回避し当日エントリー変更で7区を担当。前半からハイペースで押し切り、ラスト3kmでさらにペースを上げる圧巻の走りを見せ、従来の区間記録を36秒も上回る1時間01分40秒の区間新記録を樹立。チームの総合6位・5年ぶりのシード獲得に大きく貢献した。
住友電工入社初年度の第63回関西実業団駅伝では4区で区間賞・区間新記録を樹立。第63回ニューイヤー駅伝では1区区間16位であった。

## 戦績・記録

### 大学三大駅伝戦績
| 学年             | 出雲駅伝      | 全日本大学駅伝                        | 箱根駅伝                                   |
| ---------------- | ------------- | ------------------------------------- | ------------------------------------------ |
| 1年生 (2016年度) | 第28回 不出場 | 第48回 1区-区間17位 45分14秒          | 第93回 4区-区間13位 1時間06分51秒          |
| 2年生 (2017年度) | 第29回 不出場 | 第49回 7区-区間賞 34分08秒 区間新記録 | 第94回 不出場                              |
| 3年度 (2018年度) | 第30回 不出場 | 第50回 2区-区間2位 32分12秒           | 第95回 3区-区間2位 1時間02分07秒           |
| 4年生 (2019年度) | 第31回 不出場 | 第51回 ー － ー 出走なし              | 第96回 7区-区間賞 1時間01分40秒 区間新記録 |

## 自己ベスト
| 種目           | 記録          | 年             | 大会                                     | 備考 |
| -------------- | ------------- | -------------- | ---------------------------------------- | ---- |
| 3000m          | 8分00秒70     | 2022年7月2日   | ホクレン・ディスタンスチャレンジ士別大会 |      |
| 5000m          | 13分33秒74    | 2022年5月4日   | 第33回ゴールデンゲームズinのべおか       |      |
| 10000m         | 27分56秒45    | 2018年11月24日 | 八王子ロングディスタンス2018             |      |
| ハーフマラソン | 1時間01分26秒 | 2022年2月13日  | 第50回全日本実業団ハーフマラソン大会     |      |